# 성경린
성경린(成慶麟, 1911년 9월 18일 ~ 2008년 3월 5일)은 대한민국의 국악인이자 거문고 연주가로 인간문화재이다. 그는 이혜구, 장사훈과 아울러 한국국악학회의 설립자이기도 하다. 호는 관재(寬齋)이다.

## 생애
성경린은 1911년 9월 18일 서울에서 태어났다. 이왕직(李王職) 아악부원양성소를 졸업하였다. 그 뒤 이왕직 아악부 아악수·아악수장, 국립국악원장, 국립국악원 부설 국악사양성소(현, 국립국악고등학교) 문교부 국악진흥위원, 교육과정 심의위원 등을 역임했으며 예술원 회원으로 있었다. 1956년 국악진흥회의 제1회 국악상(공로상)을 수상했고, 방송문화상, 서울시문화상을 받았다. 2008년 3월 5일 별세.

## 학력
- 이왕직아악부원양성소

## 저서
- 1992년 《국악학논총저서》
- 1978년 《나의 인생론, 노을에 띄운 가락저서》
- 1976년 《한국의 무용저서》
- 1975년 《아악저서》
- 1949년 《조선의 민요저서》
- 1947년 《조선음악독본저서》
- 1976년 《국악감상저서》
- 1947년 《조선의 아악》

## 같이 보기
- 한국국악학회
- 국립국악원
- 국립국악고등학교

## 참조
- 이 문서에는 다음커뮤니케이션(현 카카오)에서 GFDL 또는 CC-SA 라이선스로 배포한 글로벌 세계대백과사전의 "성경린" 항목을 기초로 작성된 글이 포함되어 있습니다.